# Atanagildo de Tudmir
Atanagildo fue un noble visigodo que se supone sucesor de Teodomiro en el principado autónomo en el sureste de la península ibérica que se había constituido en el año 713 por el Pacto de Teodomiro.

## Historia
Se desconoce la fecha de la muerte de Teodomiro y por conjeturas puede establecerse que en el año 743 ya había fallecido. Además, no existe documentalmente una relación de parentesco entre Teodomiro y Atanagildo, sino que lo que aparece es el poder económico de Atanagildo. La referencia de Al-Udri al matrimonio de una hija de Teodomiro con un yundí árabe permite deducir que Teodomiro carecía de descendencia masculina.
Hacia 739 se produjo la revuelta bereber en el Magreb. El califa mandó un ejército sirio, que fue derrotado, y sus restos se instalaron en al-Ándalus para combatir a la revuelta bereber andalusí. Pese a sofocar la revuelta bereber, la disputas entre clanes árabes provocaron la guerra civil en al-Ándalus, y no fue hasta 743 cuando el nuevo valí andalusí Abu-l-Jattar al-Husam ibn Dirar al-Kalbi acantonó a las tropas sirias en distritos militarizados (yund), y el yund de Egipto fue establecido en Tudmir. Esto suponía que los recién establecidos eran los encargados de la recaudación de tributos, lo que parece indicar el cambio del estatuto jurídico de la región, y por ello, que el pacto de Teodomiro ya había llegado a su fin. Además es en esta época cuando el mismo valí Abu-l-Jattar impuso a Atanagildo una contribución de 27 000 sueldos (en torno a 122 kilos de oro), que vendría relacionada con medidas de regulación con el fisco califal en concepto de impuestos impagados. La confluencia de intereses y entendimiento de los potentados visigodos con recién instalados yundíes se muestra en que estos ayudaron a Atanagildo a saldar la deuda. Después de este hecho, no existe en la crónicas mención alguna a Atanagildo.
Entre 776-777 se produjo en la región de Tudmir la revuelta pro-abasí de Abd al-Rahman ibn Habid al-Siqlabi contra Abderramán I, para ello podría haber contado con los yundíes egipcios. La reacción del emir en Tudmir estuvo enmarcada dentro de una política centralizadora para suprimir el peso político de los yundíes. Los estudiosos muestran posturas divergentes, mientras Chalmeta y Acién Almansa ven la campaña del emir como la ruptura del tratado de Teodomiro a resultas del apoyo de Atanagildo con al-Siqlabi, que por otro lado no aparece en fuentes escritas; Collins por su parte indica que el tratado ya había dejado de tener aplicación en esa época.